# Mari Kawamura
Mari Kawamura (川村 真理 Kawamura Mari?,  nacido el 19 de diciembre de 1988 en Fukuoka) es una exfutbolista japonesa que jugaba como centrocampista.
En 2013, Kawamura jugó 2 veces para la selección femenina de fútbol de Japón.

## Trayectoria

### Clubes
| Club              | País  | Año         |
| ----------------- | ----- | ----------- |
| Fukuoka J. Anclas | Japón | 2006 - 2013 |
| JEF United Chiba  | Japón | 2013 - 2015 |

### Selección nacional
| Selección | País  | Año  |
| --------- | ----- | ---- |
| Absoluta  | Japón | 2013 |

## Estadística de equipo nacional
| Selección femenina de fútbol de Japón | Selección femenina de fútbol de Japón | Selección femenina de fútbol de Japón |
| Año                                   | Partidos                              | Goles                                 |
| ------------------------------------- | ------------------------------------- | ------------------------------------- |
| 2013                                  | 2                                     | 0                                     |
| Total                                 | 2                                     | 0                                     |